# 宮ノ前横穴墓群

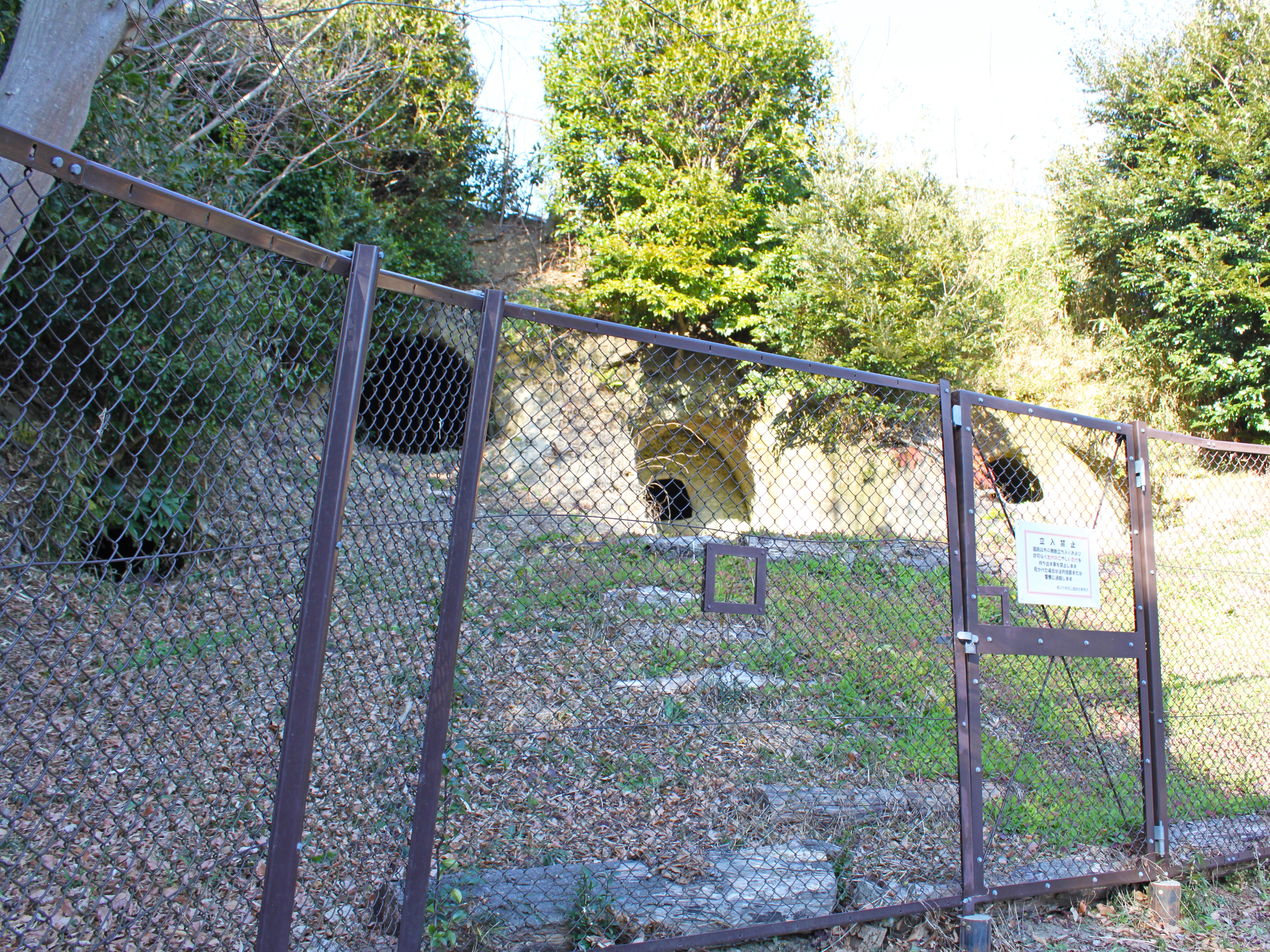
宮ノ前横穴墓群

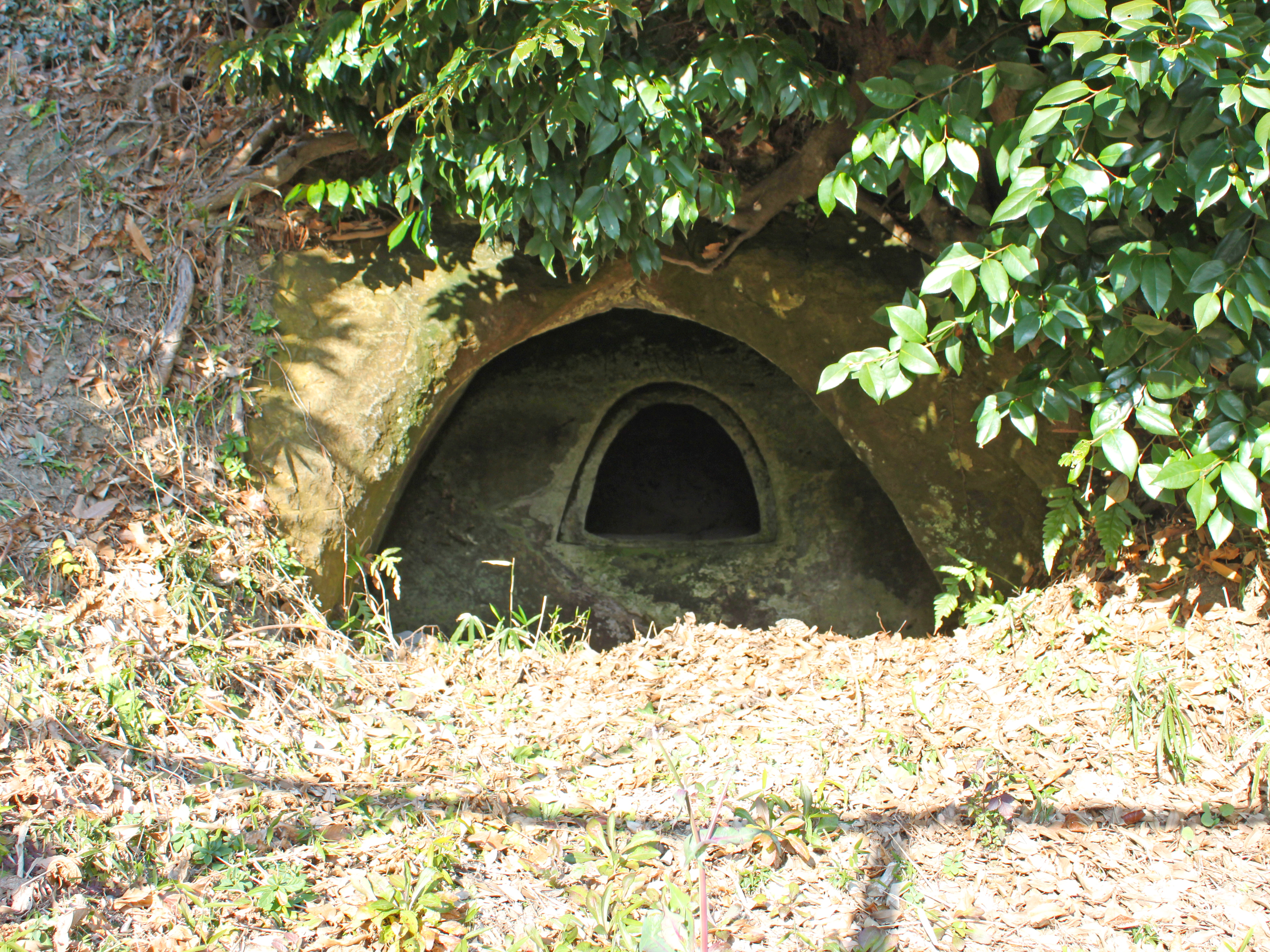
宮ノ前横穴墓群（鎌倉型横穴墓と呼ばれる構造）

宮ノ前横穴墓群（みやのまえよこあなぼぐん）は神奈川県横浜市栄区鍛冶ケ谷二丁目27の鍛冶ケ谷市民の森にある古代横穴墓群遺跡。その昔、㹨川沿いに約20群200基存在した㹨川流域横穴墓群の1つ。

## 概要
JR京浜東北根岸線の、本郷台駅から東に1キロほど行った、神奈川県道21号横浜鎌倉線沿いの「鍛冶ケ谷市民の森」の中にある。
横穴墓は全部で25基存在し、2つのグループ（西側のA群と、東側のB・C・D群）に分かれている。
この横穴墓群の最大の特徴は、羨道（入口）奥の死者の安置場（玄室）が、細長い台形の床面と蒲鉾形天井をもっており、さらに奥の壁に「棺室」といわれる置き棚のような独特の小部屋を掘り造っているデザインで、「鎌倉型横穴墓」と呼ばれるものがある事である（かつては「鍛冶ヶ谷式横穴墓」とも言った）。
ただし、西側のA群の中でも最も西にある数基だけは何故か「棺室」がないタイプが造られた。
昔、1958年（昭和33年）-1959年（昭和34年）に鵠沼女子高等学校地歴部により1度発掘調査されている。
2013年（平成25年）から市民の森として整備が行われ、現在は、散策路脇のフェンス越しに並んだ横穴群を見学出来るようになった。多くは羨道（入口）が崩れてしまっているが、そのかわり玄室の奥に掘られた独特の「棺室」が良く解る。
また、谷1つを挟んで北西側には中居丸山横穴墓群があるが、こちらは住宅地化し宮ノ前ほど容易に見学することが出来ない。

## 詳しく載っている本
- 鵠沼女子高等学校地歴研究部 『横浜市戸塚区㹨川流域の横穴群について』1964年（昭和39年）3月20日発行

## 参考資料
- 栄の歴史編集委員会『栄の歴史』栄区地域振興課 2013年（平成25年）3月発行

- 埋蔵文化財センター（横浜市）『埋文よこはま31号（㹨川流域の横穴墓群）』2015年（平成27年）3月20日発行